# Mars-la-Tour
Mars-la-Tour – miejscowość i gmina we Francji, w regionie Grand Est, w departamencie Meurthe i Mozela.
Według danych na rok 1990 gminę zamieszkiwały 823 osoby, a gęstość zaludnienia wynosiła 65 osób/km² (wśród 2335 gmin Lotaryngii Mars-la-Tour plasuje się na 425. miejscu pod względem liczby ludności, natomiast pod względem powierzchni na miejscu 442.).

## Populacja

Populacja Mars-la-Tour w latach 1962–2008